# Heugon
Heugon est une ancienne commune française, située dans le département de l'Orne en région Normandie, devenue le 1er janvier 2016 une commune déléguée au sein de la commune nouvelle de La Ferté-en-Ouche.
Elle est peuplée de 197 habitants.

## Géographie
La commune est au sud du pays d'Ouche. Son bourg est à 10 km à l'ouest de La Ferté-Frênel, à 13 km au nord-est de Gacé, à 19 km au sud-est de Vimoutiers et à 22 km au sud d'Orbec.
| Monnai, Le Sap | Monnai       | Monnai                     |
| Chaumont       | Heugon       | Villers-en-Ouche           |
| Le Sap-André   | Le Sap-André | Saint-Nicolas-des-Laitiers |

### Hydrographie
La commune est traversée par la Guiel.

## Toponymie
Le nom de la localité est attesté sous les formes latinisées Martinus en 1050 ; Sanctus Martinus de Heugon en 1286 et enfin Heugon au XVe siècle,.
Le passage de Saint-Martin de Heugon au simple Heugon a dû s'effectuer à la fin du Moyen Âge.
Heugon était un seigneur local qui est historiquement mentionné par Orderic Vital entre autres, dans un texte rédigé en latin sous la forme Helgo.
Ernest Nègre indique qu'il s'agit d'un nom de personne norrois Helgo(n), or Helgo est dans les langues scandinaves continentales, une forme moderne latinisée de Helge.
La forme de l'ancien norrois est Helgi (ancien danois Helghi), surnom signifiant « le Saint ». Le nom a été romanisé, puisque la terminaison -on représente la désinence du cas régime en ancien français principalement rencontrée dans les noms de personne, par exemple Eude(s) / Odon, mais aussi dans les noms communs ber / baron. Le cas sujet devait être *Heugue, effectivement attesté sous une forme latinisée pour mentionner un certain Petrus Helge de Fayo, c'est-à-dire Pierre Heugue du Fay (aujourd'hui le Foc, Manche) en 1227, Heugue étant un patronyme dès cette époque. L'évolution phonétique Helgi > Helge > Heugue est régulière. Il est possible que le nom de famille Heugue attesté dans le Calvados anciennement ait cette origine. Il existe cependant un autre foyer dans l’extrême nord de la France, où ce patronyme est attesté anciennement et beaucoup plus répandu. On ignore quel lien, s'il y a, les deux foyers du Calvados et du Nord entretiennent historiquement.
La toponymie normande conserve ce type de nom de personne dans les Heuqueville (Seine-Maritime, Heugueville 1198 ; Eure Helgavilla 1035), Heugueville (Manche, Helgevilla 1115) et Helleville (Manche, Helgevilla 1156 ; Hellevilla 1210) de Normandie. Ainsi que dans le composé Helgimaðr « saint Homme » que l'on observe dans Hecmanville (Eure, Heuguemanville 1331).
Le gentilé est Heugonnais.

## Histoire
En 1840, Heugon (693 habitants en 1836) absorbe la commune du Douet-Artus (123 habitants) à l'ouest de son territoire.

## Politique et administration

### Administration municipale
Compte tenu de la population de la commune, son conseil municipal était composé jusqu'à la fusion de 2016 de onze membres dont le maire et ses adjoints.

### Liste des maires
| Période                                  | Période         | Identité                     | Étiquette | Qualité |
| ---------------------------------------- | --------------- | ---------------------------- | --------- | --- |
| Les données manquantes sont à compléter. |                 |                              |           | |
|                                          |                 |                              |           | |
| 1816                                     | 1840            | M. Dalechamp                 |           | |
| 1841                                     | 1847            | M. Duchaplet de Maillebois   |           | |
| 1848                                     | 1852            | Pierre Mesnil                |           | |
| 1852                                     | 1876            | Sébastien Ferdinand Poidevin |           | |
| 1876                                     | 1892            | Eugène Douis                 |           | |
| 1892                                     | 1892            | Joseph Honoré Maheu          |           | |
| 1893                                     | 1894            | Jean Fourtane                |           | |
| 1895                                     | 1899            | Georges Alfred Quiquemelle   |           | |
| 1900                                     | 1903            | Auguste Lecomte              |           | |
|                                          |                 |                              |           | |
| 1989                                     | mars 2001       | André Letellier              |           | |
| mars 2001                                | mars 2008       | Martial Seray                |           | |
| mars 2008                                | décembre 2015 . | Laurent Marting              | UMP → LR  | Directeur de l’entreprise Leboulch à La Vieille Lyre Conseiller départemental de Rai (2015 → 2025) Vice-président de la CC du canton de La Ferté-Frênel ( ? → 2016) Conseiller régional de Normandie (2015 → 2025) Président du Parc naturel régional Normandie-Maine ( ? → 2025) |

| Période      | Période                         | Identité    | Étiquette | Qualité      |
| ------------ | ------------------------------- | ----------- | --------- | ------------ |
| janvier 2016 | En cours (au 28 septembre 2024) | Édith Leroy |           | Agricultrice |

## Démographie
En 2021, la commune comptait 197 habitants. Depuis 2004, les enquêtes de recensement dans les communes de moins de 10 000 habitants ont lieu tous les cinq ans (en 2007, 2012, 2017, etc. pour Heugon) et les chiffres de population municipale légale des autres années sont des estimations.
Heugon a compté jusqu'à 831 habitants en 1841, à la suite de la fusion avec Le Douet-Artus, mais les deux communes totalisaient 929 habitants en 1821.
| 1793 | 1800 | 1806 | 1821 | 1836 | 1841 | 1846 | 1851 | 1856 |
| ---- | ---- | ---- | ---- | ---- | ---- | ---- | ---- | ---- |
| 659  | 686  | 806  | 795  | 693  | 831  | 749  | 708  | 700  |

| 1861 | 1866 | 1872 | 1876 | 1881 | 1886 | 1891 | 1896 | 1901 |
| ---- | ---- | ---- | ---- | ---- | ---- | ---- | ---- | ---- |
| 637  | 602  | 581  | 558  | 514  | 523  | 487  | 433  | 433  |

| 1906 | 1911 | 1921 | 1926 | 1931 | 1936 | 1946 | 1954 | 1962 |
| ---- | ---- | ---- | ---- | ---- | ---- | ---- | ---- | ---- |
| 403  | 419  | 376  | 384  | 355  | 373  | 344  | 386  | 372  |

| 1968 | 1975 | 1982 | 1990 | 1999 | 2007 | 2011 | 2016 | 2020 |
| ---- | ---- | ---- | ---- | ---- | ---- | ---- | ---- | ---- |
| 325  | 268  | 233  | 198  | 181  | 222  | 231  | 254  | 199  |

| 1793 | 1800 | 1806 | 1821 | 1831 | 1836 |
| ---- | ---- | ---- | ---- | ---- | ---- |
| 122  | 109  | 110  | 134  | abs. | 123  |

## Lieux et monuments
- Église Saint-Pierre-et-Saint-Denis du Douet-Artus (XIIe siècle, remaniée), qui fait l'objet d'une inscription au titre des monuments historiques depuis le 17 février 1997[27]. Une représentation murale du Dit des trois morts et des trois vifs : trois jeunes gentilshommes sont interpelés dans un cimetière par trois morts, qui leur rappellent la brièveté de la vie et l'importance du salut de leur âme. Deux dais, une plaque funéraire et une Vierge à l'Enfant sont classés à titre d'objets[28].
- Église Saint-Martin (XIXe siècle), abritant deux statues classées[28].
- Chapelle Blanchet, du XIXe siècle.

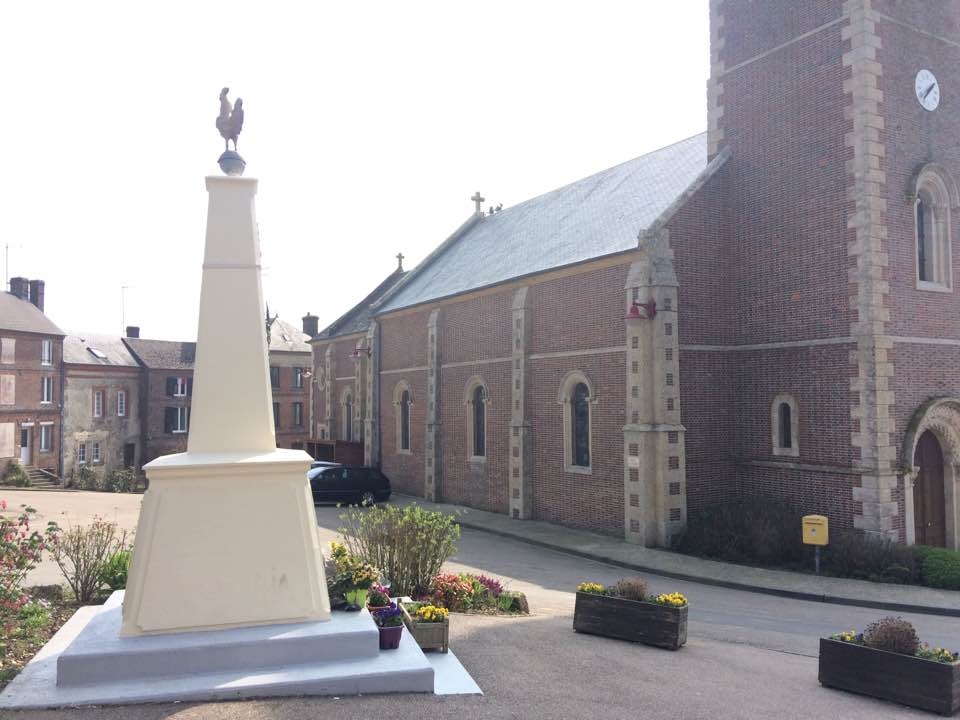
Monument aux morts et église Saint-Martin.
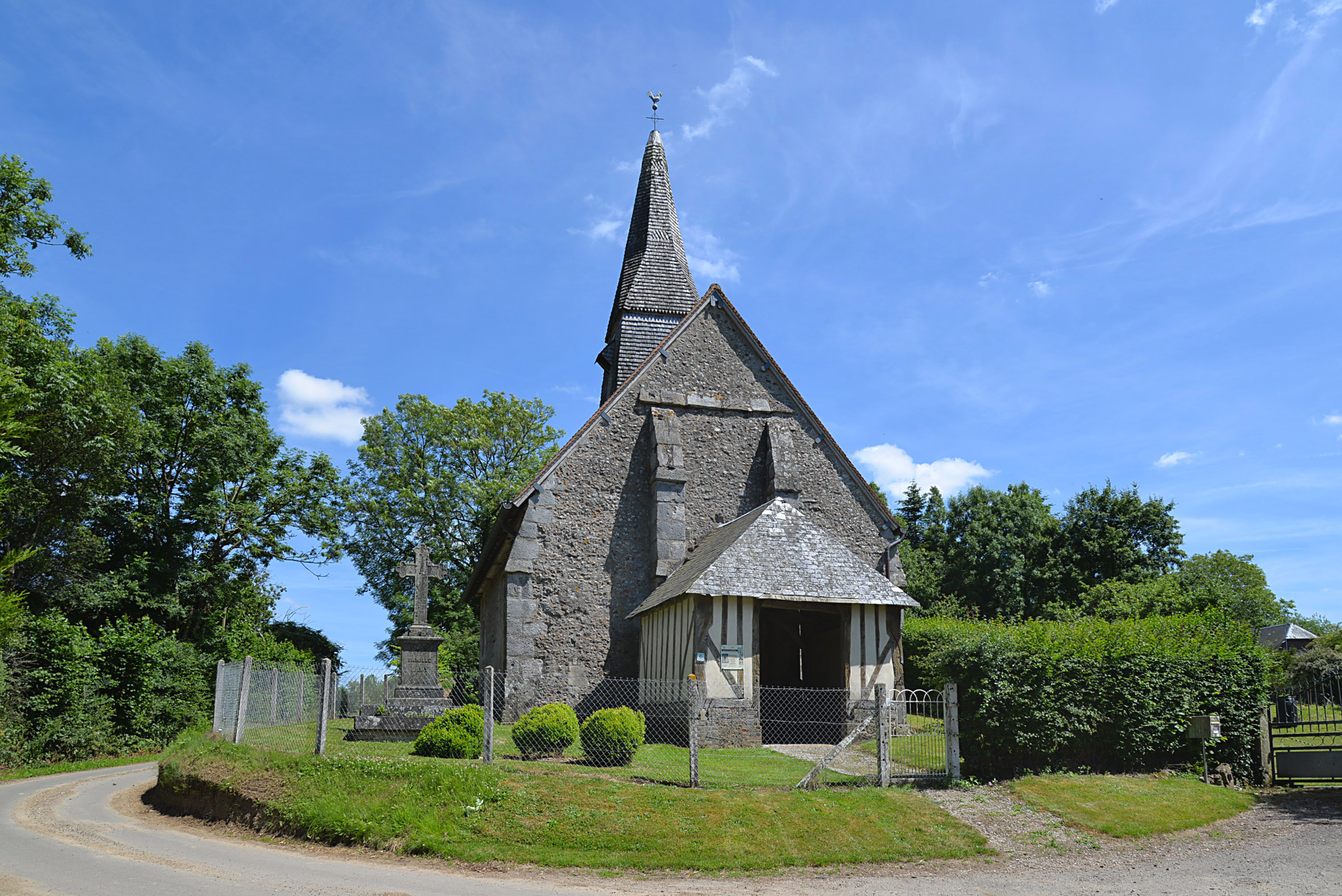
L'église Saint-Pierre-et-Saint-Denis.
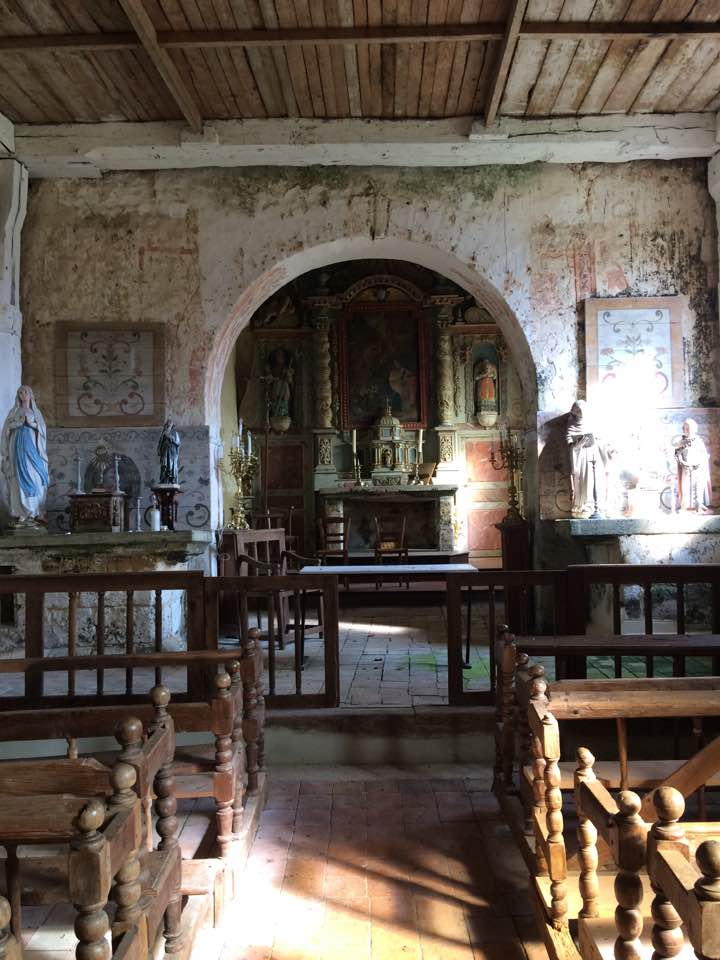
Intérieur de l'église Saint-Pierre-et-Saint-Denis.
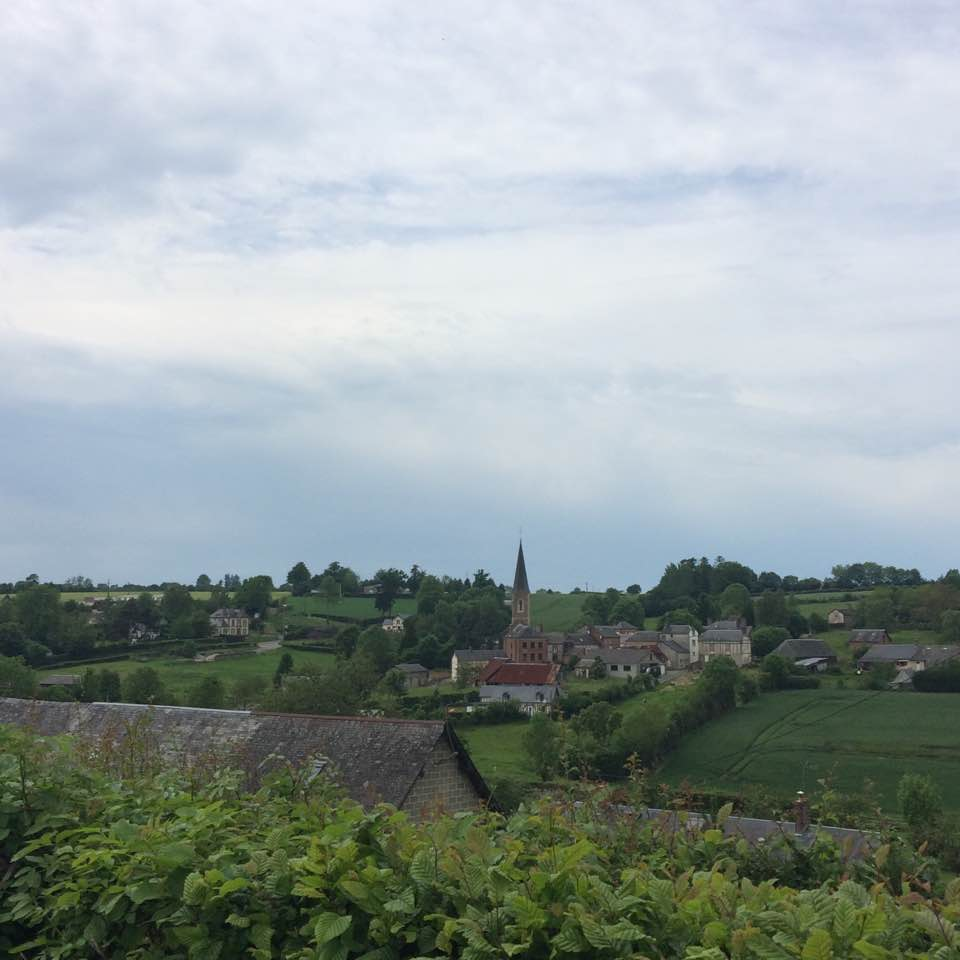
Vue du village.
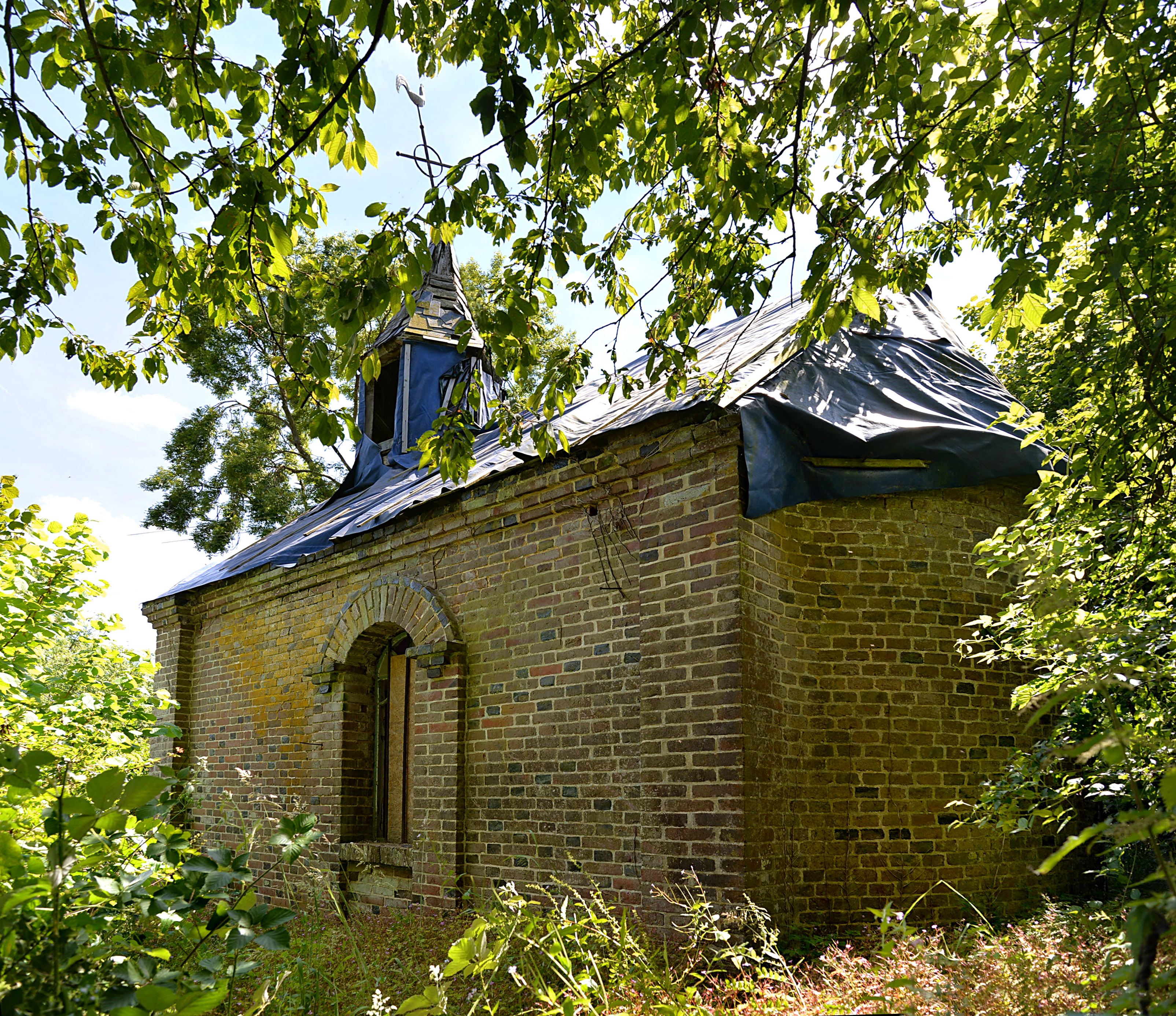
La chapelle Notre-Dame de Blanchet.

## Activité, label et manifestations

### Label
La commune est une ville internet (un @).

### Heugon dans les arts
En 2024, la commune a servi de décor au téléfilm Un père idéal d'Hélène Fillières avec Laurent Gerra et Eddy Mitchell, permettant de rouvrir le café baptisé « Le Renard se marre ».

## Personnalités liées à la commune
- Arthur-Louis Letacq (1855-1923), botaniste, y est né.